# 翼茎羊耳菊
翼茎羊耳菊（学名：Inula pterocaula）为菊科旋覆花属的植物，是中国的特有植物。分布于中国大陆的云南、四川等地，生长于海拔2,000米至2,800米的地区，多生于亚高山灌丛或草地，目前已由人工引种栽培。

## 别名
石如意大黑药、大黑根、大黑洋参（云南）